# Scaphochlamys subbiloba
Scaphochlamys subbiloba är en enhjärtbladig växtart som först beskrevs av Isaac Henry Burkill och Henry Nicholas Ridley, och fick sitt nu gällande namn av Richard Eric Holttum. Scaphochlamys subbiloba ingår i släktet Scaphochlamys och familjen Zingiberaceae. Inga underarter finns listade i Catalogue of Life.